# Кольский медицинский колледж
Кольский медицинский колледж — одно из первых профессиональных средних специальных учебных заведений в Мурманской области.

## История
Вопрос о создании медицинского техникума на территории Мурманской области встал в 1932 году, а в декабре этого же года в Хибиногорск по направлению Народного комиссариата здравоохранения РСФСР прибыла врач Акопова Маргарита Карповна для организации медицинского техникума.
В предвоенные годы техникум подготовил 700 специалистов. В годы Великой Отечественной войны, многие выпускники, преподаватели и учащиеся отправились на фронт.
В 1993 году Апатитское медучилище получило статус медицинского колледжа.
Сегодня Кольский медицинский колледж проводит обучение на базе 9 и 11 классов, по следующим специальностям:
- «Лечебное дело»
- «Сестринское дело»
- «Акушерское дело»
- «Сестринское дело»[1]